# Gadingrejo (Kepil)
Gadingrejo is een bestuurslaag in het regentschap Wonosobo van de provincie Midden-Java, Indonesië. Gadingrejo telt 5478 inwoners (volkstelling 2010).